# Spodoptera marmorea
Spodoptera marmorea là một loài bướm đêm trong họ Noctuidae.